# Union chrétienne historique
L'Union chrétienne historique (en néerlandais : Christelijk-Historische Unie, abrégé en CHU) est un parti politique néerlandais ayant existé entre 1908 et 1980.

## Résultats électoraux

### Seconde chambre
| Année | Voix    | %   | Sièges   | Rang | Gouvernement                                        |
| ----- | ------- | --- | -------- | ---- | --------------------------------------------------- |
| 1946  | 373 217 | 7,8 | 8 / 100  | 5e   | Opposition                                          |
| 1948  | 453 226 | 9,2 | 9 / 100  | 4e   | Drees/Van Schaik (1948-1951) et Drees I (1951-1952) |
| 1952  | 476 195 | 8,9 | 9 / 100  | 4e   | Drees II                                            |
| 1956  | 482 918 | 8,4 | 13 / 150 | 5e   | Drees III (1956-1958) et Beel II (1958-1959)        |
| 1959  | 486 429 | 8,1 | 12 / 150 | 5e   | De Quay                                             |
| 1963  | 536 801 | 8,6 | 13 / 150 | 5e   | Marijnen (1963-1965) et opposition (1965-1967)      |
| 1967  | 560 033 | 8,1 | 12 / 150 | 5e   | De Jong                                             |
| 1971  | 399 106 | 6,3 | 10 / 150 | 6e   | Biesheuvel I et II                                  |
| 1972  | 354 463 | 4,8 | 7 / 150  | 6e   | Opposition                                          |